# جيف بروكس (كرة سلة)
جيف بروكس (بالإنجليزية: Jeff Brooks)‏ مواليد 12 يونيو 1989 في لويفيل، هو لاعب كرة سلة أمريكي. بدأ مسيرته الاحترافية في سنة 2011. يحمل الرقم 23. يبلغ طوله 6 قدم 8 بوصة (2.0 م).

## المسيرة الاحترافية
لعب مع أورورا باسكت ييزي في موسم 2011–2012، ثم لعب مع بالاكانسترو كانتو في الدوري الإيطالي في موسم 2012–2013، ثم لعب مع يوفي كازيرتا باسكت في موسم 2013–2014، ثم لعب مع دينامو باسكت ساساري في الدوري الإيطالي في موسم 2014–2015، ثم لعب مع نادي أفتودور ساراتوف لكرة السلة في موسم 2015–2016، ثم لعب مع بالونكيستو مالقا في الدوري الإسباني في سنة 2016.

## روابط خارجية
- جيف بروكس على موقع الدوري الأوروبي لكرة السلة (الإنجليزية)
- جيف بروكس على موقع الدوري الإسباني لكرة السلة (الإسبانية)
- جيف بروكس على موقع كرة السلة الأوروبية.كوم (الإنجليزية)
- جيف بروكس على موقع كلية كرة السلة في سبورتس رفرنس.كوم (الإنجليزية)
- جيف بروكس على موقع ريلجم (الإنجليزية)
- جيف بروكس على موقع بروبوليرز (الإنجليزية)
- جيف بروكس على موقع سبورتس رفرنس (الإنجليزية)